# Saints & Sinners (serie de televisión de 2016)
Saints & Sinners es una serie televisiva estadounidense creada por Ty Scott y transmitida desde el 6 de marzo de 2016 en el canal Bounce TV.

## Sinopsis
La serie sigue la vida diaria de los miembros de una iglesia bautista en un pequeño pueblo de Georgia. Los destinos del pastor Darryl Greene (David Banner) y el director del coro (Christian Keyes) se cruzarán con los de la alcaldesa Pamela Clayborne (Vanessa Bell Calloway).

## Distribución

### Actores principales
- Vanessa Bell Calloway: Lady Ella Johnson
- Gloria Reuben: La alcaldesa Pamela Clayborne
- Christian Keyes: Levi Sterling
- Jasmine Burke: Dr. Christie Johnson
- Clifton Powell: Rex Fisher
- Keith Robinson: Miles Calloway
- J. D. Williams: Jabari Morris
- David Banner: Pastor Darryl Greene
- Tray Chaney: Kendrick Murphy
- Demetria McKinney: Tamara Austin/Tamara Austin Callaway
- Lisa Arrindell: Rebecca Jourdan
- Emilio Rivera: Francisco Cooper
- Afemo Omilami: Noah St. Charles
- Donna Biscoe: Lady Leona Byrd

## Episodios

### Primera temporada (2016)
Esta temporada de ocho episodios se emitió desde el 6 de marzo de 2016 hasta el 24 de abril de 2016.

### Segunda temporada (2017)
Esta temporada de ocho episodios se emitió desde el 5 de marzo de 2017 hasta el 23 de abril de 2017.

### Tercera temporada (2018)
Esta temporada de ocho episodios se emitió desde el 8 de abril de 2018 hasta el 27 de mayo de 2018.

### Cuarta temporada (2019)
Esta temporada de ocho episodios se transmitió desde el 7 de julio de 2019 hasta el 25 de agosto de 2019.

### Quinta temporada (2021)
Esta temporada de ocho episodios emitido en la primavera de 2021.

### Sexta Temporada (2022)
Esta temporada de ocho episodios se emitirá en la primavera de 2022.